# Garreta basilewskyi
Garreta basilewskyi är en skalbaggsart som beskrevs av Vladimir Balthasar 1961. Garreta basilewskyi ingår i släktet Garreta och familjen bladhorningar. Inga underarter finns listade i Catalogue of Life.